# Venere e Adone (Tiziano Madrid)
Venere e Adone è un dipinto a olio su tela (186x207 cm) realizzato nel 1553 dal pittore italiano Tiziano Vecellio.
È conservato nel Museo del Prado di Madrid.
Di questo soggetto Tiziano dipinse nel tempo più versioni. Questa, eseguita per Filippo II di Spagna nel 1553, è la prima.

## Storia
Rientrato a Venezia, nell'ottobre 1548, da Augusta, Tiziano si trova in uno snodo importante della sua vita e della sua carriera artistica. A partire dagli anni cinquanta, infatti, l'artista lavorerà sempre meno e in opere di sempre minore importanza per la sua città. Va negata, pertanto, l'opinione tradizionale secondo la quale il pittore avrebbe dominato la scena artistica e politica veneziana per tutta la vita.
L'attività del pittore viene infatti assorbita progressivamente prima dalle commissioni di Carlo V e, successivamente, da quelle di  Filippo II, che non era un "mecenate", ma un abile collezionista. Dopo la Danae, inviata in occasione delle nozze regali con Maria Tudor del 25 luglio 1554, Tiziano scrisse al re che, «perché la Danae, che io mandai già a vostra Maestà, si vedeva tutta dalla parte dinanzi, ho voluto in quest'altra poesia variare, e farle mostrare la contraria parte, acciocché riesca il camerino, dove hanno da stare, più grazioso alla vista.».

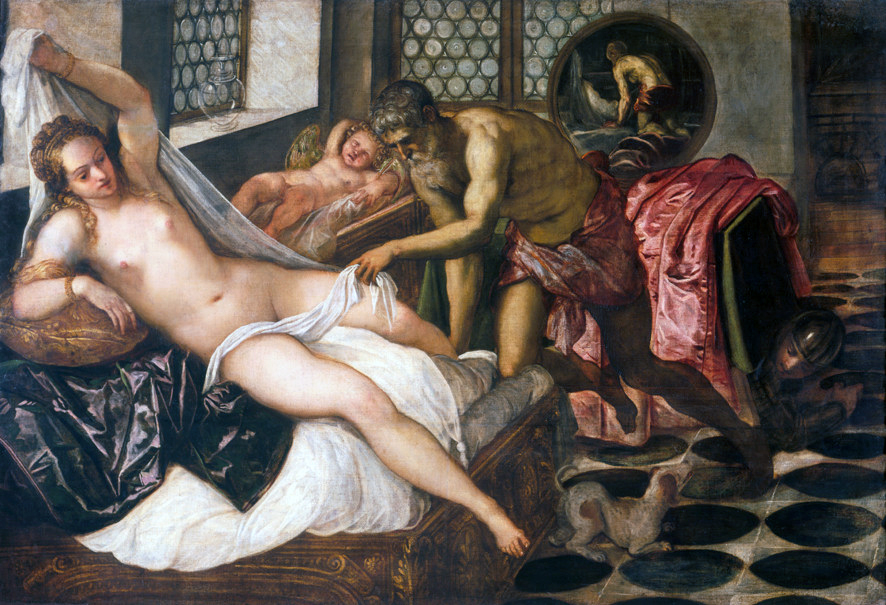
Jacopo Tintoretto, Venere, Marte e Vulcano, 1555 ca, Olio su tela, 135 × 198, Monaco, Alte Pinakothek

I temi mitologici classici, per essere chiari, continuano ad essere di moda a Venezia, in quello scorcio di secolo: Andrea Schiavone, Paris Bordon, Jacopo Tintoretto, Paolo Veronese producono diverse tele ispirate a miti classici, in quegli anni. Tutti i dipinti di questo tipo di Tiziano vanno invece a Filippo, e quando esulano troppo dal gusto del tempo restano col pittore, frutto non già di commissione ma di scelta consapevole e indipendente (comportamento del tutto eccezionale per l'epoca).
In verità il moto di intendere il mito da parte di Tiziano in questi anni – diversamente dal giovane Tiziano del Baccanale o del Bacco e Arianna – è profondamente incompatibile con la cultura dominante dell'epoca. Nei suoi quadri l'artista trae l'amara conclusione che è meglio per gli uomini non avere a che fare con gli dei, perché solo guai ne verranno: una meditazione malinconica sulla violenza delle antiche favole, delle "poesie", come l'artista le chiamava, che i nuovi dei o semidei del suo tempo non potevano comprendere: ottenevano semplicemente da altri delle rappresentazioni del mito più conformiste e più tranquillizzanti. Così, per esempio, Tintoretto poteva – e con gran successo – trasformare il più famoso "triangolo" mitologico in pochade.
Lo spunto per Venere e Adone è raccontato da Ovidio: Adone cacciatore abbandona Venere e verrà ucciso da un cinghiale inferocito. Il dipinto, spedito nel 1554 a Filippo II ed oggi al Prado ha avuto parecchie altre versioni, con o senza collaborazione della bottega.

## Descrizione
È l'alba. Dopo una notte d'amore il cacciatore Adone prepara i cani e, lasciando Amore ancora addormentato, parte per la caccia, invano trattenuto dalla bella Venere.
Tiziano rappresenta un momento particolare della storia: l'abbandono di Venere, che torcendo il corpo, cerca di trattenere il giovane. La partenza è favorita da Amore che dorme e dunque non può nulla in quel momento. La conclusione inevitabile, cioè la morte di Adone, non interessa l'artista, che invece vuole rappresentare la negatività della caccia, metafora della vita, soggetta ai capricci della fortuna e all'ingiustizia divina.
È dunque un punto, questo della fuga di Adone, non narrato da Ovidio e dalla tradizione, che Tiziano inventa del tutto: non è più Venere che parte ma Adone che preferisce la caccia; in tal modo viene accentuata la decisione tragica di partire per la caccia e il tentativo di Venere di trattenerlo; questa "licenza" fu criticata anche da Borghini nel Riposo.
Tutta la scena, con Adone che guarda senza guardare, l'anfora – segno della voluptas – rovesciata a terra, Amore addormentato che ha ancora in mano la freccia della passione, fa pensare ad una realtà di erotismo non consumato o almeno interrotto.
La postura molto particolare di Venere ha fatto pensare ad una famosa serie di rilievi nota col nome di Letto di Policleto. Mentre però la parte superiore del corpo è resa con naturalismo e proporzioni perfette, bacino e gambe sembrano sproporzionate ed eccessivamente pesanti su fianchi e cosce.

## Galleria d'immagini

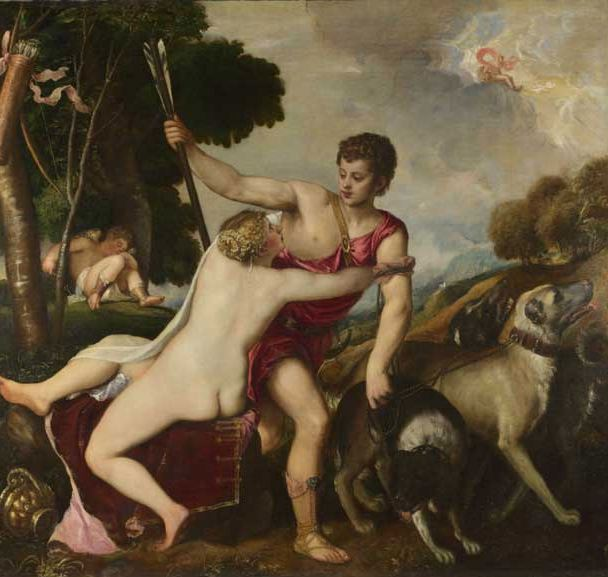
Tiziano Vecellio, Venere e Adone, 1555, Londra, National Gallery
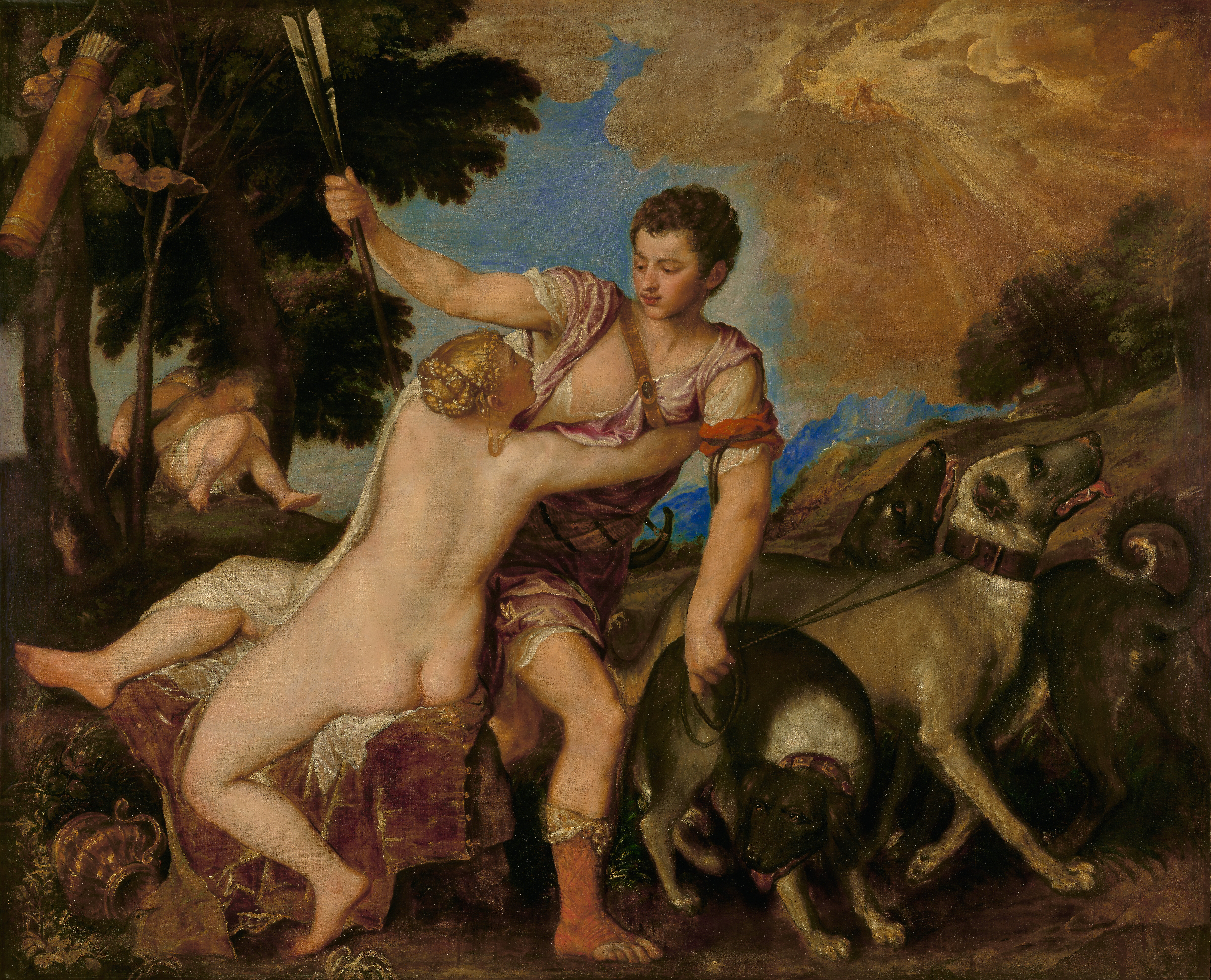
Tiziano Vecellio, Venere e Adone, 1555 - 1560, Los Angeles, Getty Museum
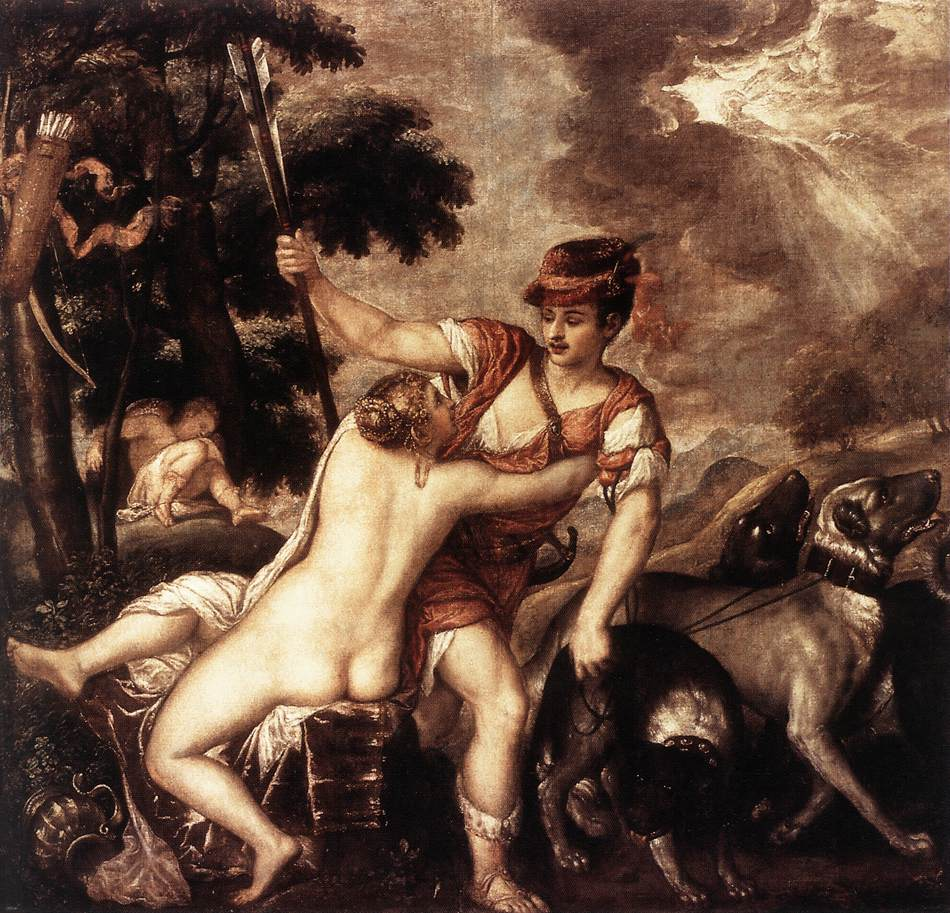
Tiziano Vecellio, Venere e Adone, 1555 ca, Roma, Galleria nazionale d'arte antica
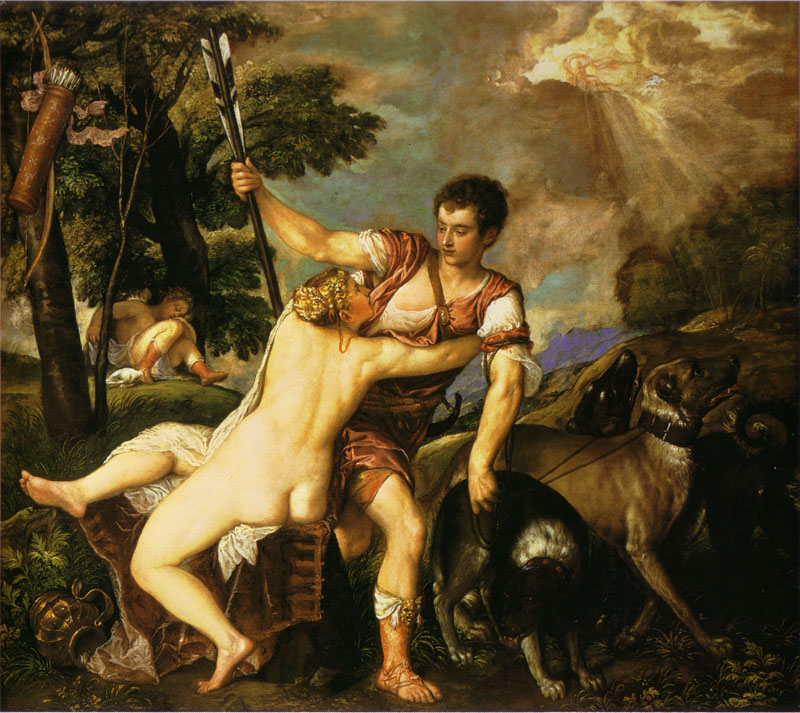
Tiziano Vecellio, Venere e Adone, 1560 ca, Collezione privata, temp. Oxford, Ashmolean Museum
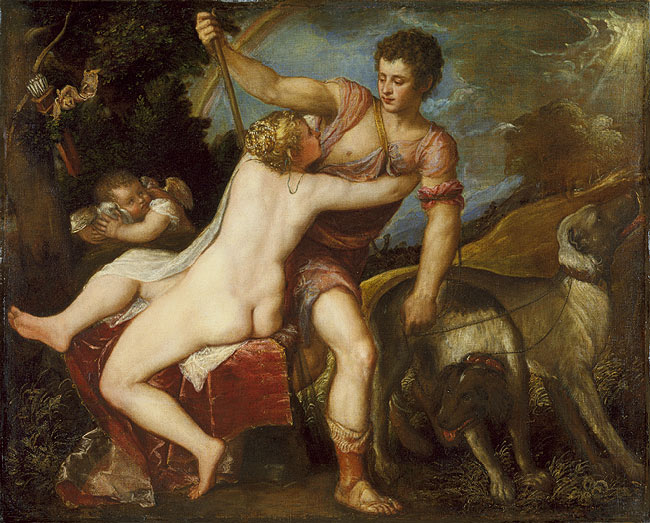
Tiziano Vecellio, Venere e Adone, 1560 ca, New York, Metropolitan Museum of Art
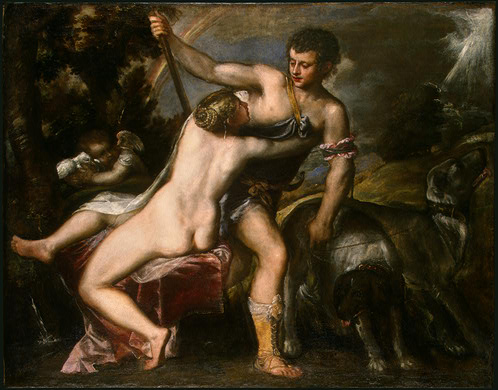
Tiziano Vecellio, Venere e Adone, 1560 ca, Washington, National Gallery of Art